# Torre Astro
La Torre Astro è un grattacielo della città di Bruxelles in Belgio.

## Storia
I lavori di costruzione dell'edificio, iniziati nel 1974, vennero portati a termine nel 1976.
La torre ha accolto gli uffici di Fortis Banque e di Fortis Investments fino al 2005. Dopo essere stata venduta dalla società proprietaria, la HPG Belgium NV, alla Luresa-Spain nell'aprile 2008, la torre viene sottoposta a lavori di ristrutturazione, iniziati nel 2014 e completati nel 2016.

## Descrizione
Il grattacielo ha 31 piani e 107 metri d'altezza, cosa che ne fa il settimo grattacielo più alto di Bruxelles.